# Сухотин, Яков Филиппович
Яков Филиппович Сухотин (1725 — 1790, Санкт-Петербург) — русский военно-морской деятель, вице-адмирал, командующий Черноморским флотом.

## Биография
В 1743 году поступил в морскую академию.
По окончании обучения был определён в Балтийский флот. 30 декабря 1751 года произведён в чин мичмана. 1 сентября 1754 года произведён в чин унтер-лейтенанта. В 1754—1755 годах служил на пинке «Кола». 22 января 1757 года был произведён в чин корабельного секретаря. 21 января 1758 года произведён в чин лейтенанта и в 1758—1762 годах командовал брандвахтенным галиотом «Юнге Тобиас» у Ревельского порта. В 1762 году произведён в чин капитан-лейтенанта.
В 1745—1766 годах ежегодно совершал плавания по Балтийскому морю, несколько раз делал переход из Кронштадта в Архангельск и обратно. В 1766—1767 годах состоял советником при Московской адмиралтейской конторе.
В 1768 году в чине капитана 2-го ранга командовал фрегатом «Св. Феодор».
В 1769 году командирован в Азовскую флотилию, и находился в Таврове, где начальствовал над 29 новопостроенными военными лодками и на них многократно совершил плавание от Икорецкой верфи в Азовское море.
Находясь в 1770 году на Азовском море в чине капитана 1-го ранга, командуя тремя вооружёнными лодками, он произвёл тщательный промер и подробную опись Азовского моря до Бердянской косы. В том же году он временно командовал эскадрой из 9 кораблей.
В 1771—1773 годах командовал на Азовском море эскадрой новоизобретённых кораблей .
29 мая 1773 года с отрядом, состоявшим из 32-пушечного фрегата «Первый», четырёх новоизобретённых кораблей («Азов», «Новопавловск», «Модон» и «Морея»), и бота «Темерник» обнаружил и атаковал в Кизилташском лимане 18 турецких судов, из них 6 больших. Во время боя от брошенной с «Новопавловска» бомбы одно большое турецкое судно загорелось. Воспользовавшись наступившей в турецком отряде суматохой, Сухотин посредством гранат поджёг и уничтожил остальные крупные суда противника, малые же суда бежали вверх по Кубани. На следующий день с тем же отрядом, под южным Таманским берегом, он сжёг один турецкий транспорт, а другой с экипажем в 81 человек взял в плен. 8 июня 1773 года там же им было произведено нападение на турецкий отряд в 20 транспортов, из которых 2 были тоже сожжены. Всего эскадры под его командованием уничтожили 8 и захватили 5 турецких судов. За эти военно-морские заслуги, в значительной мере способствовавшие дезорганизации турецких морских сил, он был награждён в 1773 году 2000 рублей, а в 1774 году получил орден Св. Георгия 4-й степени (за 18 морских кампаний).
Болезненное состояние Сухотина заставило его в 1774 году покинуть театр войны и перевестись в Санкт-Петербург.
В 1775 году ездил на Боровицкие пороги для обследования барочного пути и по выработанному плану успешно провёл по опасному фарватеру несколько крупных барок из Твери в Петербург.
В 1776 году провёл из Петербурга в Кронштадт новопостроенный 66-пушечный корабль, а из Архангельска в Ревель — 4 новых фрегата. 7 июля того же года он был произведён в капитаны бригадирского ранга и назначен шефом 1-го солдатского батальона.
В 1778 году назначен в эскадру адмирала В. Я. Чичагова, в которой командовал кораблём «Пантелеймон».
В январе 1779 года произведён в капитаны генерал-майорского ранга, а полгода спустя в контр-адмиралы.
В 1781—1782 годах, имея в подчинении эскадру из флагманского корабля «Пантелеймона» и кораблей «Не тронь меня», «Европа», «Память Евстафия», «Виктор», «Мария» и «Воин», совершил продолжительное плавание по Средиземному морю.
По окончании плавания был назначен присутствующим в Адмиралтейств-коллегии и в комиссариатской экспедиции, состоя в то же время командиром практической эскадры для обучения нижних чинов и мичманов.
В 1783 году получил чин вице-адмирала и назначение главнокомандующим Черноморского флота (вместо умершего от чумы Клокачёва Ф. А.), вследствие чего переселился в Херсон, где жил до 1785 года.
В 1785 году он вновь был переведён в Балтийский флот, на должность управляющего комиссариатскою экспедициею, в которой служил до войны со шведами.
С началом русско-шведской войны был назначен в эскадру адмирала А. И. Круза. В Красногорском сражении 29 мая 1790 года, командуя авангардом русской эскадры и имея флаг на корабле «Двенадцать Апостолов», он первым сделал нападение на неприятельские суда. Это первое из четырёх происшедших в тот же день сражений длилось от 4 до 8 часов утра и окончилось тем, что шведы принуждены были отступить. Сухотину принадлежала значительная доля заслуги в успехе русских. Но сражение было для него роковым: ядром ему оторвало ногу, и от этой раны в начале июня 1790 года он скончался.
Перед смертью он «за храбрость и распорядительность» в Красногорском сражении был награждён золотою шпагою с бриллиантами и 6000 руб. единовременно.

## Источник
- Сухотин, Яков Филиппович // Русский биографический словарь : в 25 томах. — СПб.—М., 1896—1918.